# Berlin-Schmöckwitz
Schmöckwitz is een stadsdeel van Berlijn, gelegen in het uiterst zuidoosten van de stad in het district Treptow-Köpenick. Het stadsdeel telde 4.519 inwoners in juni 2023.

## Ligging
Schmöckwitz bevindt zich in het uiterste zuidoosten van Treptow-Köpenick. In het westen grenst het aan Grünau en in het noorden is er een natuurlijke grens met Müggelheim. In het oostenn over zuiden tot westen grenst de wijk aan de deelstaat Brandenburg met respectievelijk de gemeenten Königs Wusterhausen, Zeuthen en Eichwalde. In en rondom de wijk liggen veel natuurgebieden en meren. Het dorp Schmöckwitz ligt aan de linkerkant van de samenvloeiing van de Zeuthener See en de Seddinsee. Het schiereiland aan de rechterkant is grotendeels bos, enkel in het uiterste oosten en het zuiden is er bebouwing. Enkele onbewoonde eilanden voor de kust van Gosen-Neu Zittau behoren ook tot Schmöckwitz hoewel ze veel dichter bij Gosen liggen. 

## Geschiedenis
Tot de 17de eeuw bleef Schmöckwitz een klein vissersdorp. In 1920 werd het ingelijfd bij Groot-Berlijn en aanvankelijk in het district Köpenick ingedeeld. In 1942 werd de weg Adlergestell aangelegd van Schmöckwitz naar Niederschöneweide, de langste straat van Berlijn.  

## Verkeer
Schmöckwitz wordt bediend door de tramlijn 68, waarvan de halte Alt-Schmöckwitz het eindpunt is. 
Adlershof |
Altglienicke |
Alt-Treptow |
Baumschulenweg |
Bohnsdorf |
Friedrichshagen |
Grünau |
Johannisthal |
Köpenick |
Müggelheim |
Niederschöneweide |
Oberschöneweide |
Plänterwald |
Rahnsdorf |
Schmöckwitz